# マリアージュフレール

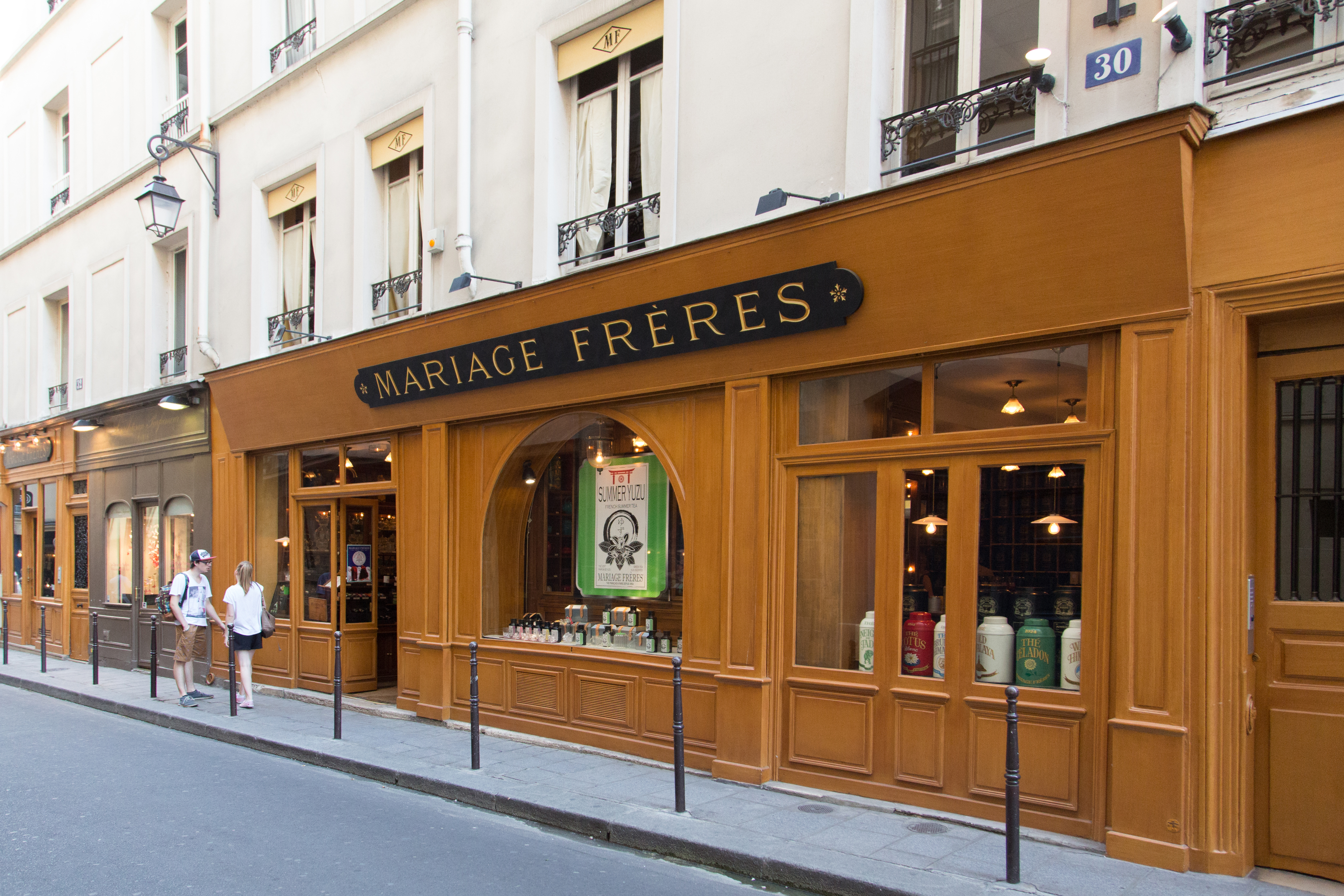
Mariage Frères, 30 Rue du Bourg-Tibourg, Paris.

マリアージュフレール（MARIAGES FRÈRES）とは、17世紀からの紅茶文化を受け継ぐ老舗を看板にするフランスの紅茶専門店。および同店を示す紅茶ブランド名としても用いられている。
マレ地区界隈パリ4区ブール＝ティブール通り本店の他、8区マドレーヌ広場17番地メゾン・ド・テ・マリアージュフレール店、8区フォーブール＝サントノレ通り260番地エトワール店、6区グラン＝オーギュスタン通り13番地セーヌ川左岸店、1区リヴォリ通り99番地カルーゼル・デュ・ルーヴル店、2区モントルグイユ通り90番地モントルグイユ店、7区クレール通り59番地エッフェル塔店、その他各百貨店内等にあるようにパリ市内、及び日本などフランス国内外で多店舗展開している。

## 概要
1660年頃、ルイ14世の下、貿易に従事したマリアージュ家のニコラス・マリアージュ（Nicolas Mariage）と、貿易会社に従事し、マダガスカルに派遣されたピエール・マリアージュ（Pierre Mariage）の兄弟が築きあげたフランス交易は、子孫に受け継がれ、香辛料や茶類の交易に代々携わることとなる。1854年にアンリ・マリアージュ (Henri Mariage)、エドワール・マリアージュ（Edouard）兄弟がフランス初の茶類輸入業者「マリアージュ・フレール社」をパリに設立。
伝統を守りつつ、より洗練させ、2007年現在では、「フランス流紅茶芸術」を称し、各地から仕入れた茶葉を調合ないしマリアージュしたブレンド茶を「フランス式紅茶」として提供している。
日本茶も例外ではなくフランスでは緑茶が最初に提供され、2000年に発売した「2000年」という抹茶を主成分としたブレンドティーは好評であった。日本では、1997年に初の直営店である銀座店がオープンした。

## 参考資料
- パリに店舗を構える Boutique JASMIN による  - マリアージュ・フレールの解説
- マリアージュフレール公式ホームページ（日本語版） - フランス流紅茶芸術の解説
- マリアージュフレール公式ホームページ（フランス語版） - CONDITIONS GENERALES DE VENT